# Bufotes zugmayeri
Espèce
Synonymes
- Bufo viridis zugmayeri Eiselt & Schmidtler, 1973
- Bufo zugmayeri Eiselt & Schmidtler, 1973
- Pseudepidalea zugmayeri Eiselt & Schmidtler, 1973

Statut de conservation UICN

 LC  : Préoccupation mineure
Bufotes zugmayeri est une espèce d'amphibiens de la famille des Bufonidae.

## Répartition
Cette espèce est endémique des environs de Pishin dans la province du Baloutchistan au Pakistan.

## Étymologie
Cette espèce est nommée en l'honneur d'Erich Johann Georg Zugmayer (1879-1939).

## Publication originale
- Eiselt & Schmidtler, 1973 : Froschlurche aus dem Iran unter Berücksichtigung außeriranischer Populationsgruppen. Annalen des Naturhistorischen Museums in Wien, vol. 77, p. 181-243 (texte intégral).